# Kommunistische Partei Kubas
Die Kommunistische Partei Kubas (KPK, spanisch Partido Comunista de Cuba, abgekürzt PCC) ist die erstmals 1925 gegründete und 1965 in heutiger Form als Einheitspartei gebildete kommunistische Partei in Kuba, die sich auf die Ideen von Karl Marx, Friedrich Engels, Wladimir Lenin und José Martí beruft. Das Mindestbeitrittsalter beträgt 30 Jahre, für Personen unter dieser Altersgrenze gibt es die Unión de Jóvenes Comunistas. Die PCC hat über 670.000 Mitglieder.

## Geschichte

### Die KP Kubas vor 1959
Während der Diktatur von Gerardo Machado von 1925 bis 1933 gründeten die seit 1923 existierenden kommunistischen Gruppen verschiedener Orte die Kommunistische Partei Kubas. Zu ihren bekanntesten Gründerpersönlichkeiten gehörten Julio Antonio Mella und Carlos Baliño. Von Anfang an von der Diktatur verfolgt, gewann sie trotzdem großen Einfluss in der Gewerkschaftsbewegung.
Unter dem Einfluss der Kommunistischen Partei der USA, die mit dem Ende des Zweiten Weltkrieges auch das Ende der Auseinandersetzung zwischen Sozialismus und Kapitalismus gekommen sah (Konvergenztheorie und Browderismus) und sich auflöste, benannte sich die Kommunistische Partei Kubas 1944 in Sozialistische Volkspartei (Partido Socialista Popular, PSP) um.
Dem von Fidel Castro seit Juli 1953 geführten Kampf gegen die Diktatur Fulgencio Batistas stand die PSP lange ablehnend gegenüber. Nach dem Verständnis der moskautreuen Parteiführung sollten die Hauptakteure einer Revolution nicht bürgerliche Studenten, sondern die städtische Arbeiterklasse sein. Die spektakulären, aber offensichtlich unzureichend geplanten und opferreichen Aktionen Castros wie der Sturm auf die Moncada-Kaserne (Juli 1953) und die Landung der Yacht Granma (Dezember 1956) wurden als verantwortungslose Abenteuer verurteilt. Erst im Lauf des Jahres 1958, als vor allem die US-Regierung ihre Unterstützung für Batista aufgekündigt hatte und mit dem Rückhalt in der Bevölkerung auch die Erfolgsaussichten der Rebellenarmee der Bewegung des 26. Juli stetig zunahmen, erklärten auch die Kommunisten ihren Beitritt zum Bündnis gegen Batista. Unter den Anführern der Rebellen war Raúl Castro das einzige PSP-Mitglied (seit 1953), hatte jedoch in der Parteihierarchie keine Rolle gespielt. Gemeinsam mit dem ebenfalls offen kommunistische Überzeugungen vertretenden Argentinier Ernesto „Che“ Guevara war Raúl Castro maßgeblicher Unterstützer der schrittweisen Annäherung zwischen PSP und M-26-7.

### Die PCC nach der kubanischen Revolution von 1959

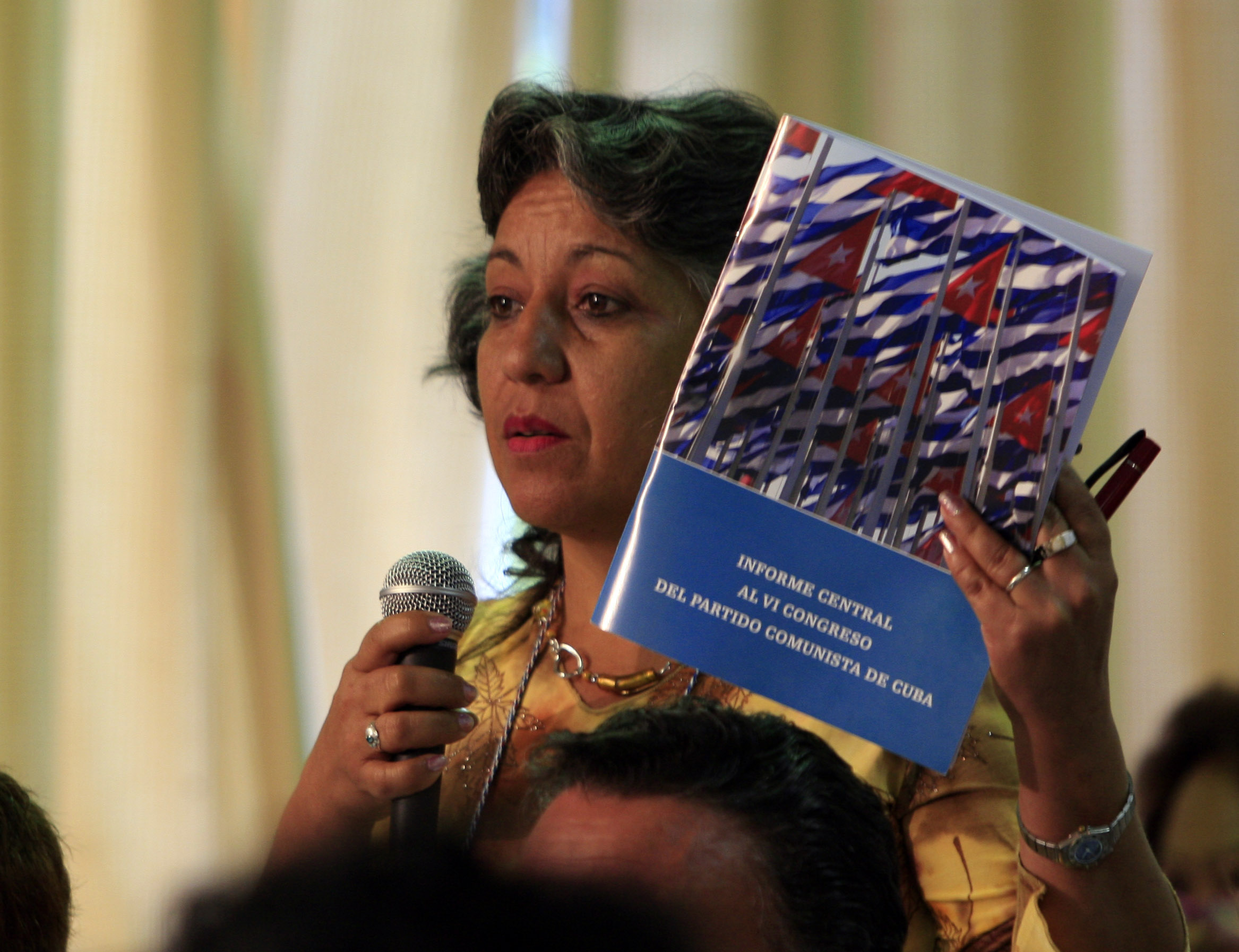
Diskussionen auf dem VI. Parteitag (2011).

Nach dem Sieg der kubanischen Revolution 1959 war die PSP die einzige der bisherigen politischen Parteien, die sich weiterhin offen und legal betätigen durfte, auch wenn zunächst weder ihre Führer noch die kommunistisch eingestellten Comandantes Raúl Castro und Ernesto Guevara offizielle Posten an der von Fidel Castro dominierten Revolutionsregierung erhielten. Die Frage der offenen oder schleichenden Regierungsbeteiligung von PSP-Mitgliedern und die Hinwendung Fidel Castros zum Kommunismus war 1959 und 1960 das politische Kernthema in Kuba und bei internationalen Beobachtern der Entwicklung des Landes. Im Frühjahr 1959 distanzierte sich Castro bei seinen öffentlichen Auftritten (unter anderem in den USA) noch eindeutig vom Kommunismus nach sowjetischem Vorbild, doch schon im Sommer setzte sich zunächst der Revolutionskämpfer des M-26-7 und Kommandeur der Luftwaffe, Pedro Díaz Lanz, in die USA ab, um vor einer von Castro geplanten Einrichtung eines kommunistischen Staatssystems zu warnen. Kurz darauf zwang Castro Präsident Manuel Urrutia nach gegen die Kommunisten gerichteten Äußerungen zum Rücktritt und zur Flucht ins Exil. Der prominente Comandante Huber Matos begründete seinen Rückzug aus den Streitkräften im Oktober 1959 ebenfalls mit dem starken Einfluss der PSP und der starken Präsenz ihrer Mitglieder in den staatlichen Institutionen. Im Kabinett verloren in mehreren Schritten bis zum Frühjahr 1960 sämtliche liberalen Minister ihre Posten und wurden durch Unterstützer des neuen Kurses ersetzt. Die PSP hielt im August 1960 ihren 8. Parteitag ab. Bei dieser Gelegenheit erklärte Generalsekretär Roca, es sei wünschenswert, alle revolutionären Bewegungen zu einer einzigen Partei zu verschmelzen.
Im Juli 1961 wurden dann die sogenannten Integrierten Revolutionären Organisationen Kubas (Organizaciones Revolucionarias Integradas, ORI) durch die Verbindung der Bewegung des 26. Juli (geführt von Fidel Castro) mit der Sozialistischen Volkspartei (geführt von Blas Roca) und des Revolutionären Direktoriums des 13. März (geführt von Faure Chomón) gegründet. ORI sollte die Grundlage für den Aufbau einer Partei nach marxistisch-leninistischen Prinzipien legen. ORI-Generalsekretär war der PSP-Funktionär Aníbal Escalante, bis er auf Betreiben Castros im März 1962 unter dem Vorwurf des „Sektierertums“ zugunsten der PSP-Genossen innerhalb des Bündnisses entlassen wurde und anschließend bis 1964 in die Sowjetunion ging. Das Bündnis ORI wurde im Februar 1963 zur Vereinigten Partei der Kubanischen Sozialistischen Revolution (Partido Unido de la Revolución Socialista de Cuba, PURSC) verschmolzen, die nun auch Neumitglieder von außerhalb der drei Ursprungsorganisationen rekrutierte und aus der nach Umbenennung am 3. Oktober 1965 die Kommunistische Partei Kubas (PCC) hervorging.
Bisher wurden insgesamt acht Parteitage abgehalten. Obwohl die Statuten der Partei einen Fünf-Jahres-Rhythmus dafür vorsehen, fanden die Parteikongresse bisher nur in unregelmäßigen Abständen statt. Ihren I. Parteitag hielt die PCC erst 1975 ab. Nach 1997, dem V. Parteikongress, wurde lange Zeit kein neuer einberufen. Nach dem gesundheitsbedingten Rückzug Fidel Castros aus der aktiven Politik und der Übernahme der Regierung durch seinen Bruder Raúl war der VI. Parteitag ursprünglich für Ende 2009 angekündigt und dann zunächst unter Hinweis auf die Wirtschaftskrise auf unbestimmte Zeit verschoben worden. Er fand schließlich vom 16. bis 19. April 2011 statt und hatte Veränderungen des kubanischen Wirtschaftsmodells zum Thema. Auf diesem Parteitag übernahm Raúl Castro auch das höchste Parteiamt als Nachfolger seines Bruders Fidel.
Parteitagsbeschlüsse wurden in der Vergangenheit in den seltensten Fällen wirklich in die Tat umgesetzt. Wie schon auf vergangenen Kongressen wurde auch auf dem VI. Parteitag angemahnt, dass sich dies nun ändern müsse. In der Bevölkerung ist man demzufolge entsprechend skeptisch und reagiert mit Apathie oder Zynismus auf solche Versprechen.
Am 28./29. Januar 2012 tagte die I. Nationale Parteikonferenz der PCC in Havanna. Grundlage der Konferenz war ein Entwurf vom Oktober 2011, der in über 65.000 Treffen der Parteimitglieder diskutiert wurde. Dabei wurden 78 von 96 Punkten modifiziert und fünf neue in das Dokument aufgenommen. Inhaltlich ging es bei der Konferenz, die sich als Fortsetzung der Politik des VI. Parteitages verstand, um die zukünftige Rolle der PCC in der kubanischen Gesellschaft sowie um ihren internen Arbeitsstil. Die mehr als 800 Delegierten bekräftigten das Festhalten am Einparteiensystem, beschlossen aber gleichzeitig eine Ausweitung der internen Demokratie. Es wurde entschieden, dass die Diskriminierung aufgrund von Geschlecht, Hautfarbe oder religiöser Anschauung bekämpft werden soll. Außerdem werden hohe Regierungsposten auf eine Amtszeit von zwei mal fünf Jahren beschränkt. Raúl Castro schloss sich hierbei ausdrücklich mit ein. Zudem werden Partei- und Regierungsämter stärker getrennt werden. Die Partei soll die politische, nicht die juristische Führung des Landes sein. Die Medien sollen mit mehr Informationen versorgt werden und die Verbindung zur Jugend gestärkt werden. In den nächsten Jahren sollen 20 % der ZK-Mitglieder jungen Nachwuchskräften Platz machen. Auch wurde der Korruption der Kampf angekündigt, die ein viel größerer Feind für die Revolution sei als die Sabotageakte der USA.
Im April 2016 tagte, diesmal planmäßig fünf Jahre nach dem letzten, der VII. Parteikongress. Schwerpunkt sollte die Landwirtschaft sein. Im Gegensatz zum vorhergehenden Parteitag fand dieses Mal keine öffentliche Debatte über dessen Ziele statt. Raúl Castro kritisierte zwar die teilweise bürokratische Rückwärtsgewandtheit seiner Partei, zog daraus jedoch keine sichtbaren Konsequenzen. Das neue Führungsteam ist im Wesentlichen das alte.
Der VIII. Parteikongress vom 16. bis zum 19. April 2021 war der erste der PCC, dessen Dokumente jegliche Bezugnahme auf den Marxismus-Leninismus vermieden. Erstmals fehlten die Abbildungen von Marx, Engels und Lenin auf der Bühnenwand des Kongresssaales. Er konnte mit nur 300 statt den sonst anwesenden tausenden Delegierten abgehalten werden. Auf ihm wurde der bisherige Parteivorsitzende Raúl Castro auf eigenen Wunsch vom kubanischen Staatschef Miguel Díaz-Canel in seinem Amt abgelöst.

## Parteistruktur und Programm
Die KP Kubas ist keine Massenpartei, in Kuba besteht kein direkter oder indirekter Zwang zur Mitgliedschaft. Die PCC versteht sich im Gegenteil als revolutionäre Avantgarde auf dem Weg zum Kommunismus, so dass sie nur Mitglieder mit besonders untadeligem Lebenslauf und revolutionärem Gewissen aufnimmt. In Kapitel I, Artikel 5 der kubanischen Verfassung heißt es:
„Die Kommunistische Partei Kubas, martianisch (nach José Martí) und marxistisch-leninistisch, Vorhut der kubanischen Nation, ist die höchste führende Kraft der Gesellschaft und des Staates, die die gemeinsamen Anstrengungen zum hohen Ziel des Sozialismus und fortschreitend bis hin zur kommunistischen Gesellschaft organisiert und leitet.“
Gegenwärtig sind die obersten Organe der PCC auf nationaler Ebene der Parteitag, das Zentralkomitee (ZK) und dessen Politbüro. Auf dem VI. Parteitag wurde Raúl Castro zum Ersten Sekretär und José Ramón Machado Ventura zum Zweiten Sekretär des ZK der KP Kubas gewählt.
Das offizielle landesweite Parteiorgan der PCC ist die Tageszeitung „Granma“. Daneben gibt die PCC in den Provinzen jeweils eine regionale Tageszeitung heraus.

### Mitglieder des Politbüros
Mit dem VIII. Parteitag hat das Politbüro 14 Mitglieder, drei weniger als zuvor, als nach dem vorhergehenden Parteitag. Fünf davon sind neu.
- Miguel Díaz-Canel Bermúdez (Präsident Kubas und Generalsekretär der Partei)
- Juan Esteban Lazo Hernández (Parlamentspräsident und Präsident des Staatsrates)
- Salvador Valdés Mesa (Vizepräsident Kubas)
- Roberto Morales Ojeda (Vizepremierminister)
- Álvaro López Miera (Verteidigungsminister)
- Bruno Rodríguez Parrilla (Außenminister)
- Ulises Guilarte de Nacimiento (Generalsekretär der Zentralgewerkschaft)
- Teresa Amarelle Boué (Sekretärin des Frauenverbandes)
- Marta Ayala Ávila (Direktorin des Zentrums für Gen- und Biotechnologie)
- Manuel Marrero Cruz (Premierminister)
- José Amado Ricardo Guerra (Sekretär des Ministerrates)
- Luis Alberto Rodríguez López-Calleja (Exekutivpräsident der Gruppe der Administration der Unternehmen, GAESA)
- Lázaro Alberto Álvarez Casas (Innenminister)
- Gladys Martínez Verdecia, Erste Parteisekretärin der Provinz Artemisa

### Sekretariat des Zentralkomitees der PCC
Auf dem VIII. Parteikongress wurden folgende Mitglieder in das Sekretariat des ZK gewählt:

#### Erster Sekretär
- Miguel Díaz-Canel

#### Sekretäre
- Roberto Morales Ojeda
- Rogelio Polanco Fuentes
- Joel Queipo Ruiz
- José Ramón Monteagudo Ruiz
- Félix Duarte Ortega
- Jorge Luis Broche Lorenzo

### Erste Parteisekretäre der Provinzkomitees
| Provinz              | Erster Sekretär                |
| Artemisa             | José Antonio Valeriano Fariñas |
| Camagüey             | Jorge Luis Tapia Fonseca       |
| Ciego de Ávila       | Félix Duarte Ortega            |
| Cienfuegos           | José Ramón Monteagudo Ruiz     |
| Ciudad de la Habana  | Mercedes López Acea            |
| Granma               | Luis Rafael Virelles Barreda   |
| Guantánamo           | Denny Legrá Azahares           |
| Holguín              | Luis Torres Iríbar             |
| Las Tunas            | Ariel Santana Santiesteban     |
| Matanzas             | Omar Ruiz Martín               |
| Mayabeque            | Juan Miguel García Díaz        |
| Pinar del Río        | Gladys Martínez Verdecia       |
| Sancti Spíritus      | Miguel Acevo Cortiña           |
| Santiago de Cuba     | Lázaro Expósito Canto          |
| Villa Clara          | Julio Ramiro Lima Corzo        |
| Isla de la Juventud* | Ernesto Reynoso Piñera         |

* Sonderverwaltungsgebiet (municipio especial)

### Parteitage
| Bezeichnung     | Datum                   | Delegierte |
| --------------- | ----------------------- | ---------- |
| I. Parteitag    | 17. – 22. Dezember 1975 | 3.116      |
| II. Parteitag   | 17. – 20. Dezember 1980 | 1.780      |
| III. Parteitag  | 4. – 7. Februar 1986    | 1.784      |
| IV. Parteitag   | 10. – 14. Oktober 1991  | 1.772      |
| V. Parteitag    | 8. – 10. Oktober 1997   | 1.500      |
| VI. Parteitag   | 16. – 19. April 2011    | 997        |
| VII. Parteitag  | 16. – 19. April 2016    | 995        |
| VIII. Parteitag | 16. – 19. April 2021    | 300        |

## Massenorganisationen
Der KPK sind folgende Massenorganisationen nahestehend bzw. durch ihre Mitglieder geprägt:
- Organización de Pioneros José Martí (Pionierorganisation „José Martí“)
- Unión de Jóvenes Comunistas (Kommunistischer Jugendverband)
- Federación Estudiantil de la Enseñanza Media (Föderation der Schüler)
- Federación Estudiantil Universitaria (Föderation der Universitätsstudenten)
- Central de Trabajadores de Cuba (Zentrale Gewerkschaftsorganisation)
- Federación de Mujeres Cubanas (Föderation der Frauen)
- Asociación Nacional de Agricultores Pequeños (Nationale Vereinigung der Kleinbauern)
- Comités de Defensa de la Revolución (Komitee zur Verteidigung der Revolution)